# عميل (الأعمال التجارية)
يطلق مصطلح العميل في الأعمال التجارية والوسائط التجارية والاقتصادية على الشخص الذي يتلقى المشورة أو الخدمات من محترف مثل محام أو مقدم رعاية صحية. يختلف العملاء عن الزبائن في أنه يُنظر إلى العملاء على أنهم "مشترين لمرة واحدة" بينما يمكن اعتبار العملاء "مستلمين على المدى الطويل"،  ويشترى الزبائن البضائع أو السلع بالإضافة إلى الحصول على الخدمات مقابل دفع أموال.

## علم أصول الكلمات
مصطلح العميل في اللغة الإنجليزية client مشتق من الكلمة اللاتينية clientem أو Clinare والتي تعني "الميل" أو "الانحناء" أو "الاقناع "، وهو نفس الجذر مثل العديد من الكلمات المماثلة الأخرى مثل climate وincline أما من العربية فهو مشتق من الفعل عَمَلَ وهو اسم فاعل والعَمِيلُ هو من يعامل غيرَه في شأْن ما. 

## حسب المجال

### الرعاية الصحية
يُطلق على عملاء مقدمي الرعاية الصحية عمومًا اسم المرضى ، على الرغم من أنه ليس من غير المألوف أن يستخدم المعالجون أو الأطباء أو مقدمو الرعاية الصحية كلمة " عميل " على من يقدمون له الرعاية الصحية. 
حيث تخضع العلاقات العلاجية لمتطلبات السرية، مما يعني أن المعالجين لا يكشفون عن المعلومات التي يشاركها عملاؤهم أثناء الجلسات، لأولئك الذين لم يشاركوا في الجلسة. ومع ذلك، هناك عدد من الاستثناءات التي يمكن للمعالج فيها ويجب عليه "كسر" السرية، مثل عندما تشير المعلومات إلى أن العميل يشكل تهديدا مباشرا لنفسه أو للآخرين وهذا وفقاً للقانون فحينها يضطر المعالجون كشف هذه الأسرار لمن يهمه الأمر أي الشرطو أو أهل المريض لكي يتمكنوا من أنقاذ المريض أو الأشخاص الذي قد يتسبب المريض في الأذى.

### القانون
المحامون والوكلاء القانونيون أو المستشارين القانونينون لديهم أيضًا عملاء، على الرغم من في المملكة المتحدة يمكن استخدام في هيئة تنظيم المحامين للاشارة إلى أولئك الذين يستخدمون الخدمات القانونية بـ"العملاء". و يتمثل أحد الجوانب المهمة لوظيفة المحامي في تطوير وإدارة العلاقات مع العملاء، أو إذا كان المحامي يعمل في وكالة قانونية أو لشركة حكومية، أو لصالح موظفي العميل. فيقدم المحامون المشورة القانونية لعملائهم كجزء من العملية القانونية. 